# Убийство Пак Чон Хи
Пак Чон Хи, третий президент Республики Корея, был убит 26 октября 1979 года во время ужина на конспиративной квартире Центрального разведывательного управления Кореи (ЦРУК) в районе Чонногу, недалеко от Голубого дома, президентской резиденции в Сеуле, Республика Корея. Это было первое убийство главы государства на Корейском полуострове за 605 лет, со времен убийства Конмина, вана Корё. Директором ЦРУК и начальником службы безопасности президента был Ким Джэ Гю, который и организовал убийство. Пак был застрелен в грудь и голову, после чего скончался почти сразу. Также погибли четыре телохранителя и водитель президента. Этот инцидент часто называют «10.26» или «инцидент 26 октября» в Южной Корее.
Мотивы Кима остаются предметом споров; до сих пор неясно, был ли этот акт частью спланированного государственного переворота или был импульсивным.

## Предыстория

### Диктатура президента Пака
К моменту своего убийства Пак Чон Хи более 18 лет находился у власти в Южной Корее, фактически установив диктатуру.
Центральное разведывательное управление Кореи (ЦРУК) было создано в 1961 году для координации как внутренней, так и внешней разведывательной деятельности, включая военную. Сразу после своего создания ЦРУК использовалось для подавления любой внутренней оппозиции режиму Пака, включая прослушивание телефонных разговоров, аресты и пытки без судебного ордера. ЦРУК также активно участвовало во многих закулисных политических манёврах, направленных на ослабление оппозиционных партий путём подкупа, шантажа, угроз или ареста оппозиционных законодателей. Несмотря на значительные расходы на избирательную кампанию (около 10% национального бюджета), Пак Чон Хи едва не проиграл президентские выборы 1971 года Ким Дэ Чжуну. В ответ на это Пак Чон Хи в 1972 году ввёл новую Конституцию Юсин, которая обеспечивала его вечное правление. Новая конституция заменила прямые выборы президента на непрямые, с участием делегатов. Она также предусматривала выделение одной трети мест в Национальном собрании президенту и отмену ограничений на срок президентства. Кроме того, президент получил полномочия приостанавливать действие конституции и издавать чрезвычайные указы, назначать всех судей и распускать Национальное собрание. В ответ на сопротивление новой Конституции Юсин Пак Чон Хи издал ряд чрезвычайных указов. Первый из них предусматривал наказание в виде лишения свободы на срок до 15 лет за любое действие, направленное против Конституции Юсин или отрицание её положений.
Несмотря на это, оппозиция режиму Пак сохранялась. На выборах в парламент Южной Кореи 1978 года, несмотря на сохранение Демократической республиканской партией (ДРП) большинства в парламенте, Новая демократическая партия (НДП) получила незначительное преимущество по числу голосов, что укрепило её позиции. В сентябре 1979 года суд отменил председательство Ким Ён Сама в НДП, а 5 октября ДРП тайно исключила Кима из Национального собрания, что привело к отставке всех 66 депутатов НДП в знак протеста. Администрация Картера в США также отозвала своего посла из Сеула в знак протеста. 16 октября, когда стало известно, что правительство планирует принять отставки выборочно, в городе Пусан, втором по величине городе Южной Кореи, начались протесты за демократию, переросшие в поджоги 30 полицейских участков в течение нескольких дней. Демонстрации, крупнейшие со времён президента Ли Сын Мана, распространились на близлежащие города Масан и другие города 19 октября. Участники протестов, включая студентов и граждан, требовали отмены Конституции Юсин. Директор ЦРУ Республики Корея Ким Джэ Гю отправился в Пусан для расследования ситуации и обнаружил, что демонстрации были не беспорядками, устроенными несколькими студентами, а скорее «народным восстанием, в котором участвовали обычные граждане», сопротивляющиеся режиму. Он предупредил Пака, что протесты распространятся на пять других крупных городов, включая Сеул. По словам Кима, начальник охраны президента Чха Джи Чхоль, ссылаясь на события в Камбодже, отметил, что убийство одного или двух миллионов корейцев не имело бы большого значения. Пак согласился и заявил, что отдаст прямые приказы силам безопасности стрелять по демонстрантам, если ситуация ухудшится.

### Соперничество между Ким Джэ Гю и Чха Джи Чхолем
В то время как Пак сталкивался с растущим сопротивлением своей диктатуре за пределами Голубого дома, внутри него усиливался конфликт между Ким Джэ Гю, назначенным директором Корейского Центрального разведывательного управления в декабре 1976 года, и начальником службы безопасности президента Чха Джи Чхолем, занявшим свою должность в 1974 году после убийства жены Пака Юк Ён Су в результате покушения Мун Се Гвана, корейца-дзайнити.
Соперничество между Чха и Кимом во многом было вызвано тем, что Чха всё больше вторгался в сферу деятельности Корейского Центрального разведывательного управления и публично принижал Кима. Несмотря на то что Чха был почти повсеместно ненавидим, он пользовался уважением и стал любимым и самым доверенным советником Пака. Чха также присвоил танки, вертолёты и войска у армии Республики Корея, оставив президентский аппарат безопасности с целой дивизией под его непосредственным командованием.
Соперничество между Чха и Кимом обострилось в результате серии политических кризисов в конце 1979 года, когда два соперника столкнулись в вопросе о том, как справиться с растущим сопротивлением режиму. На выборах председателя НДП в 1979 году Корейское Центральное разведывательное управление поддержала Ли Чхоль Сона, чтобы предотвратить избрание сторонника жёстких мер Ким Ён Сама, но Чха вмешался в политические саботажные действия Корейского Центрального разведывательного управления, используя свои собственные закулисные манёвры. Когда Ким Ён Сам был избран председателем НДП, Чха обвинил Корейское Центральное разведывательное управление, что привело директора Кима в ярость.
После того как Ким Ён Сам призвал США прекратить поддержку режима Пака, Чха настаивал на исключении Кима из Национального собрания в интервью с репортёром The New York Times Генри Стоуксом, что директор Ким считал катастрофическим развитием событий. Чха легко одержал верх над своим оппонентом, поскольку его жёсткий подход пользовался поддержкой Пака; он при любой возможности обвинял ухудшение ситуации в слабом руководстве директора Кима деятельностью Корейского Центрального разведывательного управления.

## Убийство

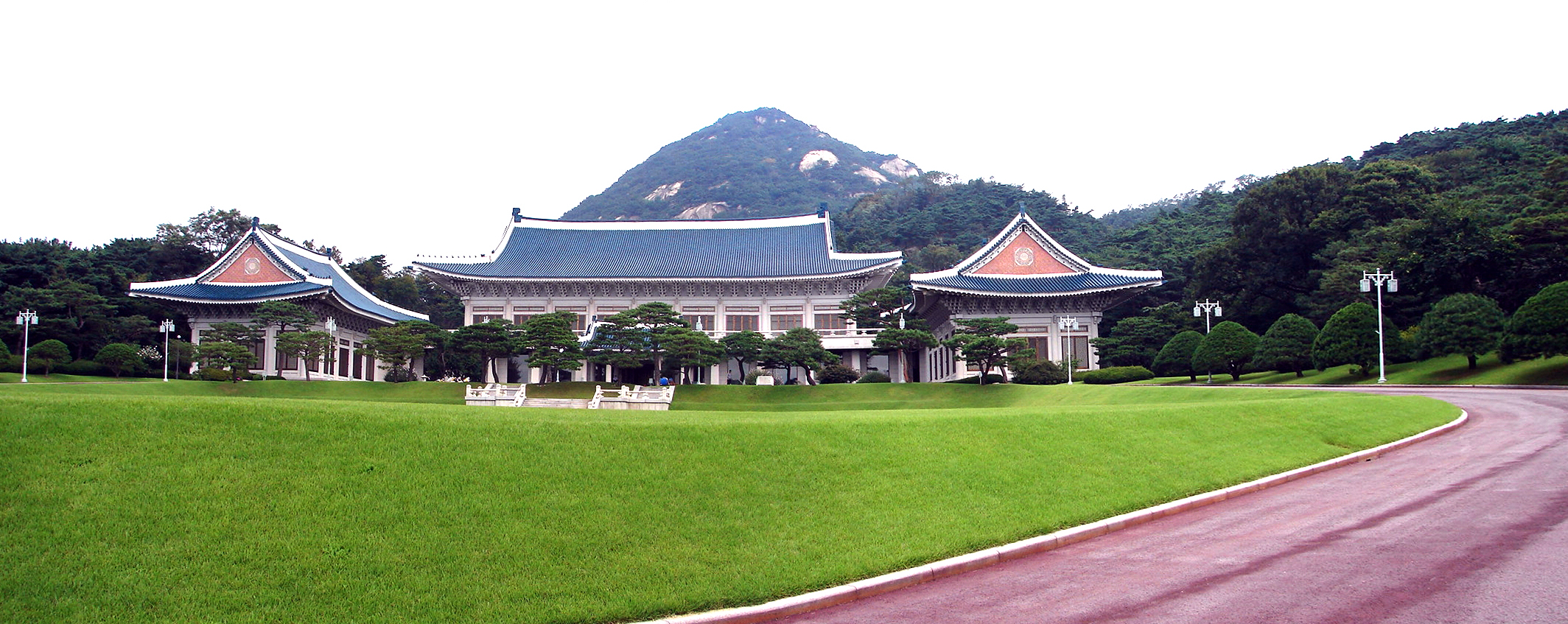
Голубой дом, 2007 год

В день убийства Пак и его приближённые посетили церемонии перерезания ленточки на плотине в Сапгёып и на телестанции KBS в Танджине. Предполагалось, что директор Ким будет сопровождать Пака, поскольку телеканал находился под юрисдикцией Корейского Центрального разведывательного управления. Однако Чха запретил ему лететь на том же вертолёте, что и Пак, и директор Ким, сердито извинившись, отказался от поездки.
После посещения мероприятий Пак поручил Корейскому Центральному разведывательному управлению подготовиться к одному из своих многочисленных банкетов, которые проводились в среднем десять раз в месяц. Банкет должен был состояться на конспиративной квартире Корейского Центрального разведывательного управления, расположенной недалеко от президентского комплекса Голубой дом (ныне парк Мугунгхва Донгса).
На банкете должны были присутствовать Пак, директор Ким, Чха, главный секретарь Ким Ге Вон и две молодые женщины: восходящая певица Сим Су Бон и студентка колледжа по имени Шин Чжэ Сун. Через 15 минут после того, как директор Ким получил уведомление о банкете, он позвонил начальнику штаба армии Чон Сын Хва и договорился с ним о том, чтобы тот поужинал с заместителем директора Корейского Центрального разведывательного управления Ким Чон Сопом в соседнем здании Корейского Центрального разведывательного управления на той же территории. Незадолго до ужина директор Ким сказал главному секретарю Ким Ге Вону, что он избавится от Чха. Неясно, неправильно ли понял Ким Гэ Вон слова Кима, не расслышал их или проигнорировал.
В 18:05 во время обсуждения за ужином острых политических вопросов, таких как демонстрации в Пусане и действия Ким Ён Сама, Пак и Чха заняли жёсткую позицию. Пак заявил, что Ким Ён Сам должен был быть арестован, тогда как Ким Джэ Гю утверждал, что общественность считает достаточным наказанием исключение Ким Ён Сама из Национального собрания. Пак также предложил усилить угрозы со стороны Корейского Центрального разведывательного управления. Директор Ким выступал за умеренные меры, в то время как главный секретарь Ким Ге Вон пытался перевести разговор на менее значимые темы. Атмосфера немного разрядилась около 18:30, когда в банкетный зал вошли Син Джэ Сун и Сим Су Бон.

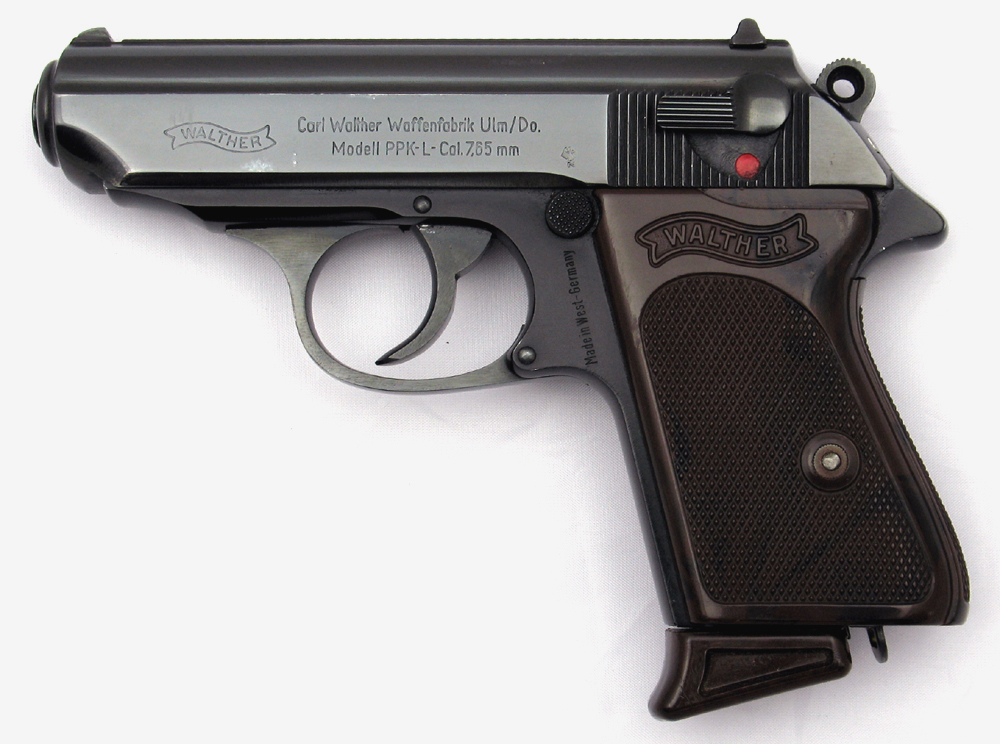
Walther PPK

Однако упреки Пака и особенно Чха разозлили Ким Джэ Гю, который вышел из столовой, чтобы встретиться с Чон Сын Хва и Ким Чжон Сопом, и сказал: «Меня внезапно вызвал президент, и я присутствую на банкете. Помощник директора Ким хорошо осведомлен о внутренней политике, поэтому, пожалуйста, обсудите с ним текущую ситуацию». Объяснив: «Я приду, как только все будет закончено», он вышел со своим полуавтоматическим пистолетом Walther PPK, который он спрятал на книжной полке в своем кабинете, в кармане брюк. Затем Ким Джэ Гю встретился со своим ближайшим подчиненным, бывшим полковником морской пехоты и главным агентом Корейского Центрального разведывательного управления Пак Сон Хо (ученик Ким Джэ Гю, когда Ким Джэ Гю был учителем физкультуры), и полковником армии и секретарем директора Кима Пак Хын Чжу (эксклюзивный адъютант Ким Джэ Гю во время его пребывания на посту главы 6-го отдела). Ким раскрыл свой план убийства Пак Чон Хи с Чха Джи Чхолем и сказал им подготовиться в течение 30 минут. Ким сказал им, что он выведет их сегодня вечером и что, когда они услышат выстрелы изнутри комнаты, они должны помочь ему убить охранников. Ким сказал им: «Начальник штаба и заместитель директора тоже здесь. Сегодня тот самый день».
Пак Сон Хо и Пак Хын Чжу сначала были удивлены односторонним приказом, но добросовестно выполнили указания Ким Джэ Гю, приказав Ли Ки Чжу, начальнику охраны в конспиративной квартире (бывшему сержанту морской пехоты в запасе, который всегда пользовался доверием Пак Сон Хо), и Ю Сон Оку, водителю автомобиля начальника отдела протокола, присоединиться к команде убийц. Ю Сон Ок был бывшим сержантом армии; после увольнения из вооруженных сил он устроился водителем в Корейское Центральное разведывательное управление. С помощью Пак Сон Хо он был назначен на службу в конспиративной квартире, первоклассную должность; его свадьба была запланирована на ноябрь того же года. На месте происшествия Пак Хён Чжу, Ли Ки Чжу и Ю Сон Ок находились в конспиративной квартире На Донга. Они спрятались в машине, припаркованной рядом с кухней, и ждали выстрела, который должен был прозвучать из банкетного зала. Тем временем Пак Сон Хо готовился убить начальника охраны Чон Ин Хёна и заместителя директора Ан Джэ Сона, которые находились в комнате ожидания охраны, хотя он надеялся убедить их сдаться и, по сути, спасти их.
К 19:00 Пак Чон Хи часто смотрел на часы. Чха Джи Чхоль, заметив это, успокоил Пака, сказав, что включит телевизор в нужный момент. В 7 часов Чха включил телевизор, установленный на двери с автоматическим выключателем, и начал смотреть новости на KBS. После того как Ким Джэ Гю, вооружённый пистолетом в кармане брюк, вернулся в банкетный зал, Син Джэ Сун обратила внимание, что Ким Джэ Гю, сидевший напротив, часто смотрит на свои часы. Пак попросил его выключить телевизор, и Чха сделал это.
В 19:38 вечера, убедившись с Пак Сон Хо, что все приготовления завершены, Ким Джэ Гю вновь вошел в банкетный зал. В это время Син Джэ Сун исполнила песню «I Love You» группы Lana. Et. Rospo под аккомпанемент гитары Сим Су Бон. Однако он отметил, что исполнение было не совсем правильным, поэтому Син повторила песню несколько раз.
В 19:40 вечера Ким Джэ Гю сказал Ким Ге Вону, чтобы тот хорошо позаботился о Его Превосходительстве, и крикнул Чха: «Наглец!» и открыл огонь, выстрелив Чха в руку. Пак закричал: «Что ты делаешь?» и Ким Джэ Гю ответил: «Эй, попробуй тоже умереть». Ким Ге Вон встал, открыл дверь и выбежал. Ким Джэ Гю дважды выстрелил в грудь Пака с расстояния от двух до трех метров, но пистолет заклинило на третьем выстреле. Потрясенная Сим Су Бон немедленно вышла наружу, за ним последовал истекающий кровью Чха, который убежал в ванную комнату, примыкающую к столовой, и спросил: «Почему он это делает?».

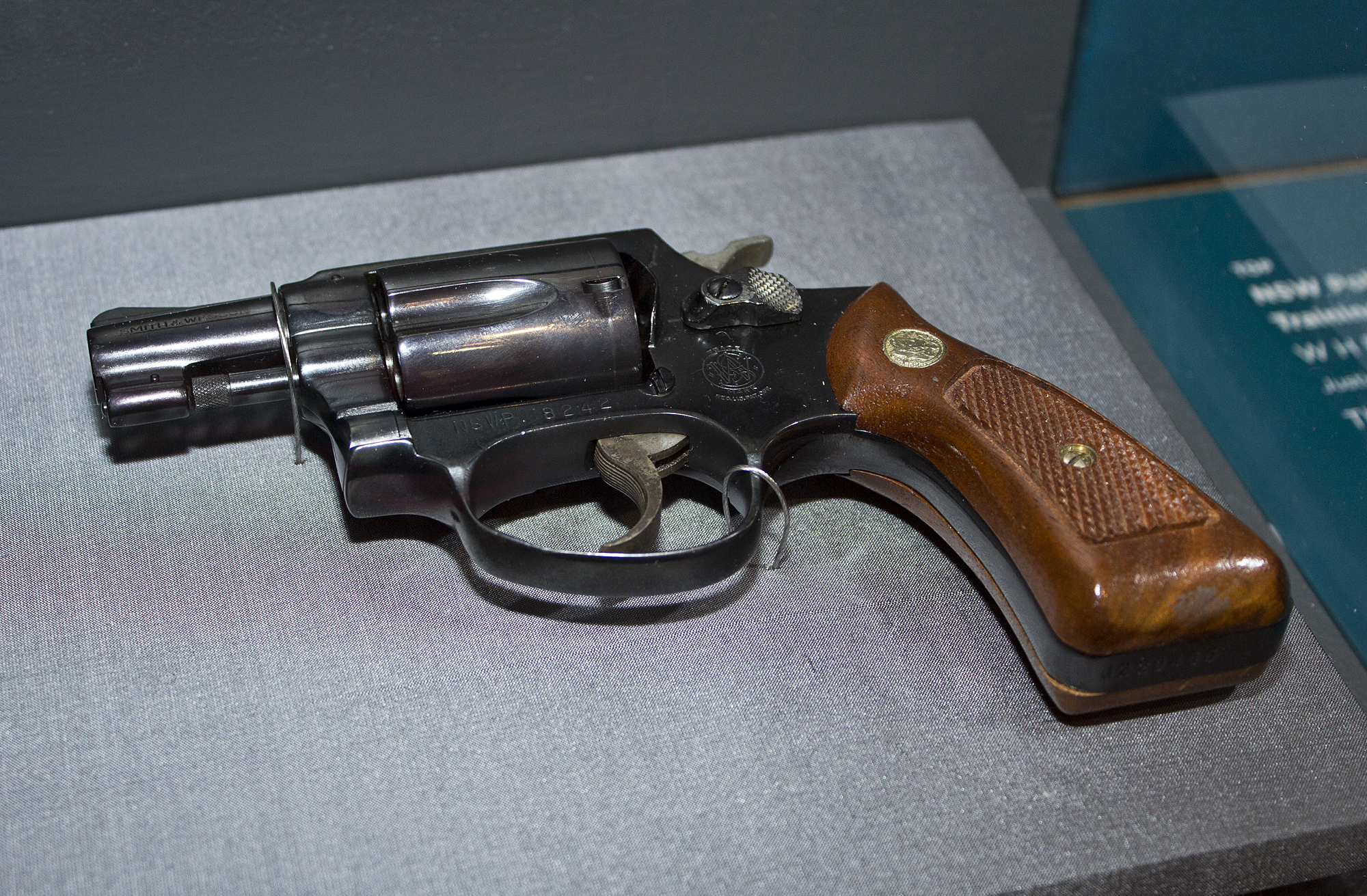
Smith & Wesson Model 36

Когда Ким Джэ Гю вышел из комнаты, он вернулся с револьвером Smith & Wesson Model 36, принадлежащим его подчиненному Пак Сон Хо. Когда Ким Джэ Гю нацелил пистолет Паку в голову, Чха, вышедший из ванной в поисках телохранителя, набросился на Ким Джэ Гю, в то время как Син Чжэ Сун в обезумевшем состоянии побежала в ванную. Затем Чха поднял дверную броню рядом с дверью и яростно сопротивлялся, но Ким Джэ Гю выстрелил из пистолета в живот Чха, смертельно ранив его, после чего Чха упал рядом с упавшей дверной броней. Затем Ким убрал руку Сим, которая держала Пака прежде чем заговорить с Паком и выстрелить ему в голову в стиле экзекуции.
Услышав первые выстрелы, Пак Сон Хо направил оружие на двух телохранителей в комнате ожидания и приказал им поднять руки. Он надеялся предотвратить дальнейшее кровопролитие, особенно учитывая, что был другом одного из телохранителей. Однако, когда другой телохранитель попытался достать оружие, Пак застрелил их обоих. В тот момент, когда Пак Сон Хо убил Ан Джэ Сона и Чон Ин Хёна, внезапно погас свет во всей конспирологической квартире. Кан Му Хон, ответственный за ремонт в конспирологической квартире, читал газету в подземной котельной. Он принял выстрелы за звук взрыва из-за короткого замыкания электричества. Однако, услышав продолжающиеся выстрелы и крики снаружи, он понял, что это не короткое замыкание, и снова включил автомат, запер дверь котельной и спрятался.
В то же время Пак Хён Чжу и два других агента Корейского Центрального разведывательного управления ворвались на кухню и застрелили оставшегося телохранителя. Пак Сан Бом также был ранен и упал, ударившись головой о кухонный стол и потеряв сознание; его ошибочно приняли за мёртвого. Однако ранение оказалось поверхностным, и кровотечение было минимальным, остановившись естественным образом, что позже подтвердил Ким Тхэ Вон, охранник конспиративной квартиры. Ли Джон О, повар в конспиративной квартире, был ранен в живот, а водитель автомобиля ресторана Ким Ён Нам получил ранение в плечо.
Син Джэ Сун направилась в ванную комнату и попыталась открыть окно, чтобы сбежать, но безуспешно, так как окно было многослойным. После того как она услышала около четырёх выстрелов, наступила тишина. Выйдя из ванной, она увидела людей в чёрном, уносивших Пака. Когда она вышла из ванной, она заметила лежащего Чха. Агент затем провёл Син в комнату ожидания, а когда она зашла в смежную комнату, там уже была Сим Су Бон. Агент велел им не двигаться, поэтому Син села на пол рядом с Сим. Через некоторое время было слышно около семи выстрелов, после чего агент вошёл и провёл их в ванную комнату через дорогу, где они помыли руки и одежду. Затем пришёл Пак Сон Хо и проводил их в комнату ожидания охранников, где дал им сигареты, кофе и сок, а также велел не выходить. Через некоторое время агент дал им по ₩200 000 и предупредил не выходить и не говорить о произошедшем вечером. После этого агент отвёз их в отель «New Naeja», где, высадив, сказал, что они больше никогда не встретятся, и им следует делать вид, что они ничего не знают. После этого Син Джэ Сун отправилась домой на машине Сим Су Бон, которая ждала перед отелем «New Naeja».
В общей сложности были убиты шесть человек: Пак, Чха и трое телохранителей президента в конспиративной квартире, а также президентский шофёр снаружи.

## Последствия
После убийства Пак Чон Хи, Ким Джэ Гю попросил главного секретаря Ким Ге Вона обеспечить безопасность конспиративной квартиры и направился в близлежащее здание Корейского Центрального разведывательного управления, где его ожидал начальник штаба армии Чон Сын Хва. В это время Чон ужинал с заместителем директора Корейского Центрального разведывательного управления Ким Джон Сопом в ресторане рядом со своим офисом и обсуждал восстание в Пусане и вопрос строительства жилья для младшего офицерского состава. Внезапно рядом прозвучало около 20 выстрелов. Ким Джэ Гю, одетый в окровавленную рубашку, вошел и сообщил, что возникла чрезвычайная ситуация. Ким Ге Вон приказал агентам Корейского Центрального разведывательного управления, всё ещё находившимся в конспиративной квартире, перенести тело Пак Чон Хи на носилках в частный автомобиль президента и отправиться в армейский госпиталь, где располагались медицинские службы для президента.
В 20:05 по местному времени в автомобиле Чон Сын Хва, Ким Джэ Гю уведомил Чона о смерти Пака, не раскрывая деталей произошедшего. В этот момент Ким Джэ Гю поднял указательный палец, что символизировало факт огнестрельного ранения Пак. Чон уточнил, действительно ли Пак скончался, на что Ким Джэ Гю ответил утвердительно. Ким Джэ Гю также выразил обеспокоенность по поводу возможной реакции Ким Ир Сена на произошедшее, указав на потенциальные последствия для линии прекращения огня с Северной Кореей и возможность эскалации насилия в стране. Он подчеркнул необходимость обеспечения безопасности и оперативного введения военного положения. В ходе поездки Чон обратил внимание на то, что Ким Джэ Гю был одет в носки и без обуви. Это наблюдение могло быть воспринято как элемент подготовки к определенным действиям или как проявление нервозности. Ким Джэ Гю выразил надежду на поддержку со стороны Чона и главного секретаря Кима в планируемом государственном перевороте. Оба были назначены на свои посты по его рекомендации, при этом главный секретарь Ким имел особенно тесные связи с Чоном. Первоначально маршрут автомобиля направлялся в штаб-квартиру Корейского Центрального разведывательного управления на территории округа Намсан. Однако впоследствии было принято решение изменить маршрут и следовать в штаб армии в районе Йонсан, учитывая необходимость участия военных в процессе объявления чрезвычайного военного положения. Во время движения перед зданием Военного управления по кадрам Ким Джэ Гю передал Чону квадратную конфету, содержащую корицу. Чон, проявив осторожность, отказался от употребления конфеты, предположив возможность её использования в качестве средства отравления.
Некоторые утверждают, что ситуация могла бы сложиться иначе, если бы Ким Джэ Гю направился в штаб-квартиру Корейского Центрального разведывательного управления, где он мог бы контролировать ситуацию, вместо того чтобы прийти в штаб-квартиру в то время. Однако неспособность Ким Джэ Гю заручиться поддержкой Чона в конечном итоге предопределила судьбу заговорщиков.
Тем временем главный секретарь Ким Ге Вон доставил тело Пак Чон Хи в армейский госпиталь и приказал врачам спасти его любой ценой (не раскрывая личность президента). В 20:00 майор Сон Гё Ён, дежурный командир, срочно позвонил бригадному генералу ВВС Ким Бёнсу, главному врачу госпиталя и личному врачу Пак Чон Хи с 1974 года, сообщив: «Пациент с огнестрельным ранением доставлен, но он D.O.A. (Dead on Arrival, скончался по прибытии)». Ким Бён Су, не зная, что экстренным пациентом был президент, ответил: «Если вы D.O.A., почему вы звоните мне? Вам следует связаться с моргом Центральной больницы и подготовиться». Ким Бён Су прибыл на работу в 20:20 и направился в отделение неотложной помощи для вскрытия, но обнаружил, что вход заблокирован агентами Корейского Центрального разведывательного управления, охранявшими территорию. В итоге он поднялся в кабинет директора больницы, переоделся в военную форму и смог войти в отделение неотложной помощи только после подтверждения своей личности. Подозрения усилились, когда связались с начальником штаба Ким Кёвоном и приказали «с уважением доставить пациента в палату президента». Ким Бён Су сообщил, что, войдя, он думал, что это просто пациент неотложной помощи, пока не увидел, что лицо пациента покрыто белым полотенцем. Ким Бён Су спросил телохранителей, кто это, но они ответили, что не знают. Ким Бён Су сказал, что им нужно знать, кто это, и в итоге телохранитель опустил полотенце наполовину, показав только правую половину лица. Позже Ким Бёнсу показал только левую половину, чтобы показать, что это президент, но он увидел только половину лица в первый раз и не узнал Пака. В 20:30, когда Ким Бён Су снял рубашку пациента, чтобы проверить наличие огнестрельных ранений, он увидел белое пятно на животе Пака и только тогда понял, что это президент. Однако Ким Бёнсу не показал телохранителям, что он знает, что умерший был президентом, из-за серьёзности ситуации.
После подтверждения смерти Пака, Ким Ге Вон, прибывший в Голубой дом, срочно связался с ключевыми министрами. Затем он направился к премьер-министру Чхве Гю Ха, чтобы рассказать о произошедшем в ту ночь, после чего заявил о необходимости введения военного положения. Премьер-министр Чхве Гю Ха прибыл первым, за ним последовали министры. Затем Ким Джэ Гю, находившийся в бункере штаба, и Ким Ге Вон, находившийся в Голубом доме, связались по телефону, и, похоже, они предложили друг другу присоединиться к ним. В конце концов, начальник персонала Голубого дома Ким Ге Вон сказал премьер-министру Чхве Гы Ха: «Давайте поедем в бункер штаба». Они и их министры прибыли в бункер штаба около 21:30.
В Министерстве национальной обороны прошло экстренное заседание кабинета министров в конференц-зале штаба. Ким Джэ Гю скрыл факт смерти Пак и заявил, что, поскольку Его Превосходительство в настоящее время находится в изгнании, эта информация должна быть засекречена как минимум на 48 часов, а военное положение должно быть объявлено незамедлительно, если бы Ким Ир Сен узнал, это было бы большой проблемой. Однако, вопреки ожиданиям Ким Джэ Гю, члены Государственного совета, включая вице-премьера Син Хён Хвака, выразили протест. Министр юстиции Ким Чи Ёль опроверг это, заявив, что такая серьёзная ситуация не может быть скрыта на 48 часов без причины и что США также должны быть проинформированы об этом факте. Вице-премьер Син Хён Хвак, который прибыл в штаб с опозданием, внезапно предложил объявить военное положение. Его заявление вызвало протест, так как до его прибытия другие министры были в состоянии шока из-за давления Ким Джэ Гю. Когда члены Государственного совета решительно выступили против намерения Ким Джэ Гю объявить военное положение, скрывая факт убийства президента, он был разочарован. Министр культуры, спорта и туризма Ким Сон Джин и другие выразили протест и потребовали приостановить заседание. Ким Ге Вон, наблюдая за протестами членов Государственного совета, понял, что за действиями Ким Джэ Гю нет никаких скрытых планов, и решил раскрыть правду.
Примерно в 23:40 по местному времени главный секретарь Ким Ге Вон тайно сообщил начальнику Генерального штаба Чону и министру национальной обороны Но Джэ Хёну, что Ким Джэ Гю является виновником произошедшего. Узнав об этом от Ким Ге Вона, Чон приказал Чун Ду Хвану арестовать директора Кима и провести расследование инцидента. Примерно в 23:50 состоялось заседание кабинета министров. Премьер-министр Чхве Гю Ха не упомянул о смерти президента, заявив лишь, что «произошла серьёзная ситуация, касающаяся национальной безопасности, поэтому мы созвали заседание кабинета». Даже тогда многие члены Государственного совета не знали о смерти президента.

Похороны Пак Чон Хи

В ночь на 27 октября, около 00:30, Ким Джэ Гю был арестован после того, как его заманили в уединённое место за пределами штаба армии под предлогом встречи с Чоном. Около 01:20 того же дня члены Государственного совета отправились в столичный военный госпиталь, чтобы подтвердить смерть президента Пака. Премьер-министр Чхве Гю Ха, вице-премьер Син Хён Хва, министры Ким Чи Ёль и Ким Сон Джин, а также начальник штаба Ким Ге Вон прибыли в госпиталь вместе. После того как они выразили свои соболезнования и провели траурную церемонию, они вернулись.

Пак Кын Хе в духовном зале Пак Чон Хи

Около 1:30 ночи, после того как члены Государственного совета покинули место происшествия, служба безопасности начала операцию по аресту агентов центрального правительства, следивших за Ким Бён Су. В результате были арестованы два человека. Операцией руководил Ли Сан Ён, глава инспекционного отдела Агентства национальной безопасности. Около 2:00 ночи стало известно о смерти президента Пака, и его вторая дочь, Пак Кын Ён, прибыла на место происшествия. Она также начала плакать. Её сопровождали телохранители, которые были агентами службы безопасности. Перед тем как переодеть тело Пака, Ким Бён Су попытался извлечь пулю, застрявшую в левой части лица президента, но его семья выступила против этого, и он отказался от своих намерений. Они потребовали от Ким Бён Су «не касаться лица своего отца ножом». Около 3:00 ночи Ким Бён Су перенёс тело Пака в Голубой дом. Позже Пак Кын Хе также взяла тело президента Пак и начала громко плакать.
Заседание Кабинета министров возобновилось. Около 3:45 утра было принято решение объявить военное положение во всех регионах, кроме острова Чеджу.
Ранним утром 27 октября в конспиративной квартире в районе Гунджон-дон срочно пришёл Ли Ки Джу, ровесник охранника Ю Сок Соля. Он попросил Ю спрятать пистолет, несколько гильз и тапочки, которые были на Ким Джэ Гю, в саду.
В 7 утра, когда люди подтверждали смерть Чха, погибшего на месте происшествия 26 октября, они также установили, что телохранитель Пак Сан Бом жив, и спасли его.
В 8 часов утра, согласно радиопередаче компании Tongyang Broadcasting Company, было объявлено, что произошёл случайный конфликт между директором Корейского Центрального разведывательного управления Ким Джэ Гю и начальником службы безопасности Ча Джи Чхолем. Президент Пак был убит после того, как в него выстрелил Ким. Ким был задержан силами военного положения и подвергнут расследованию.
В конечном итоге все участники убийства были арестованы, подвергнуты пыткам и позже казнены. В процессе этих событий Чон Ду Хван стал новой политической силой, расформировав Корейское Центральное разведывательное управление и подчинив её своему Командованию безопасности. Чон Ду Хван также назначил Чона Сын Хва главным администратором военного положения. Позже, когда Чон захватил власть в результате государственного переворота 12 декабря 1979 года, он арестовал Чона Сын Хва и главного секретаря Кима по подозрению в сговоре с директором Кимом.
Объединённый штаб расследований приказал женщинам, присутствовавшим на ужине с президентом, использовать псевдонимы Сон Гём Джа (кор. 손금자?, 孫錦子?) (Сим Су Бон) и Чон Хё Сон (кор. 정혜선?, 鄭惠善?) (Син Джэ Сон), но их настоящие имена стали известны и в конечном итоге подтвердились.

## Теории, касающиеся мотива
Мотивы Ким Джэ Гю, убившего своего давнего благодетеля президента Пака, остаются предметом споров и обсуждений. Существует множество теорий о реальных причинах, побудивших Кима к убийству Пака. Ниже приведены некоторые из этих теорий.

### Убийство было незапланированным, импульсивным актом
Одна из теорий заключается в том, что это был незапланированный, импульсивный акт. В течение нескольких месяцев Ким находился под сильным давлением из-за серии политических кризисов. Кроме того, Чха агрессивно вторгался в юрисдикцию Корейского Центрального разведывательного управления, и Пак проявлял все большее предпочтение Чха перед Кимом. Во время ужина Чха и Пак сурово раскритиковали Кима за некомпетентность — предполагалось, что это стало той соломинкой, которая сломала спину верблюду. 
В поддержку этой теории некоторые указывают на то, что у Кима не было оружия, спрятанного и готового к использованию в том же здании — ему пришлось пойти в другое здание, чтобы достать оружие. Ким также ничего не рассказывал своим ближайшим подчиненным о своих планах до тех пор, пока не начал действовать. Пак Сын Хо позже пожалел, что Ким не дал ему достаточно информации, чтобы более эффективно справиться с последствиями в Корейском Центральном разведывательном управлении. Кроме того, у Кима практически не было плана действий после убийства Пака, и он отправился в штаб армии вместо штаб-квартиры Корейского Центрального разведывательного управления. 

### Убийство было преднамеренным и спланированным
Согласно одной из теорий, Ким заранее спланировал убийство Пак Чон Хи. Основные сторонники теории о спонтанности убийства — Ким Ге Вон и Чон Сын Хва, которые были заинтересованы в том, чтобы представить это событие как импульсивный акт, поскольку оба подозревались в соучастии. Ким пригласил начальника штаба армии на ужин в 16:15, узнав, что у того запланирован ужин с Паком в 16:00. Таким образом, Ким, по-видимому, принял решение об убийстве не позднее 16:15. Кроме того, для Кима было нехарактерно брать с собой оружие на ужин с президентом. Ким также утверждал, что хотел положить конец диктатуре Пак с момента ратификации Конституции Юсин в 1972 году. Он заявил, что трижды пытался убить Пак: в 1974 и дважды в 1979 годах. По словам Ким Ён Сама, его первая попытка покушения на Пак произошла 14 сентября 1974 года, когда он был назначен министром строительства. (В новостной хронике этого события видно, что из кармана Ким что-то торчит, когда он пожимает руку Паку)
Кроме того, незадолго до банкета Ким сказал главному секретарю Ким Ге Вону, что избавится от Чха. Ким не ошибся в оценке настроений в армии и среди начальника штаба армии Чон Сын Хва. Во время суда над Кимом, Чон Сын Хва заявил, что режим Пак действовал неправильно в некоторых случаях, дословно процитировал некоторые заявления Кима и, казалось, защищал действия Кима. После убийства 50 из 52 генералов в армии проголосовали за отмену Конституции Юсин. Хотя военная диктатура продолжалась при Чон Ду Хване, Конституция Юсина была отменена год спустя, 27 октября 1980 года.

### Убийство было мотивировано ревностью к Чха
Одна из теорий заключается в том, что Ким убил Пака из ревности к Чха, когда тот терял свой статус и власть №2 в режиме Пака. Когда Ким застрелил Пака, его призыв к сплочению был не о демократии, а скорее отражал его негодование по отношению к Чха. Ким также неустанно работал, чтобы саботировать выборы оппозиционной партии и помешать Ким Ён Саму стать президентом. Как показал Ким на суде, его отношения с Паком были отношениями настоящих братьев. Они приехали из одного родного города и были одноклассниками в Южнокорейской военной академии.

### Убийство было мотивировано желанием восстановить демократию
Одна из теорий заключается в том, что Ким убил Пака в попытке восстановить демократию. В своем последнем заявлении на суде Ким назвал пять мотивов убийства Пака: «В первую очередь необходимо возродить принципы свободной демократии. Во-вторых, нужно предотвратить дальнейшие жертвы среди корейского народа. В-третьих, необходимо остановить агрессию со стороны Северной Кореи. В-четвёртых, следует восстановить тесные отношения с нашим мощным союзником — США, которые переживают худший период с момента основания Южной Кореи. Это позволит нам продвигать национальные интересы через более тесное сотрудничество в сфере обороны, дипломатии и экономики. И наконец, необходимо восстановить репутацию Южной Кореи на международной арене, очистив её от образа страны-диктатуры». Ким также заявил в суде: «Я совершил выстрел в сердце зверя — Юсин. Я сделал это ради демократии в этой стране. У меня не было никаких амбиций или жажды власти».
По словам людей, близких к Киму, на президентских выборах 1971 года по предложению Кима Пак пообещал избирателям, что это будет его последний срок. Ким был очень разочарован, когда Пак нарушил свое обещание и ратифицировал Конституцию Юсин, которая гарантировала Паку пожизненную диктатуру. Также, по словам людей, которые были подчиненными Кима, когда он был командующим Третьей группой армий в 1972 году, Ким был очень обеспокоен конституцией Юсин. Ким утверждал, что если Пак посетит его базу во время экскурсии по военным базам, он арестует Пака и заставит его уйти в отставку; небольшой дом на базе будет использоваться для задержания Пака, а проволочный забор, окружающий дом, действительно был изменен, чтобы допускать вход, но препятствовать выходу.
Позже рассекреченные дипломатические депеши США показали, что Кима считали необычным директором Корейского Центрального разведывательного управления, который часто говорил о демократии и как более доступную фигуру, которая часто передавала Паку сообщения Вашингтона о правах человека. Спустя долгое время после смерти Кима также выяснилось, что он поддерживал контакты с лидерами оппозиции. Уважаемый лидер оппозиции Чан Чжун Ха считал Кима солдатом-патриотом, который однажды будет работать с ними во имя демократии. По словам старшего сына Чана, эти двое притворялись, что случайно столкнулись друг с другом, когда встречались, и Ким тайно помогал семье Чана финансово. В 1975 году Чан умер при подозрительных обстоятельствах во время восхождения на гору. Позже, когда Ким был директором Корейского Центрального разведывательного управления, он встретился с сыном Чана, чтобы с глубоким сожалением сказать ему, что смерть Чана не была случайной, а что в этом замешан режим.
Ким также попросил своего родственника, консула, работающего в Японии, разработать «третий путь» — способ внести поправки в Конституцию Юсин, которые позволили бы Паку сохранить военную мощь, но уступить политическую власть гражданскому правительству. По словам кардинала Ким Су Хвана, директор Ким однажды попросил его поговорить с Паком о «третьем пути» — способе внести поправки в Конституцию Юсин, которые были бы приемлемы для Пака. Директор Ким считал, что как католический кардинал, кардинал Ким был единственным человеком, который мог откровенно поговорить с Пак без последствий. Он был разочарован, когда разговор оказался безрезультатным. Кроме того, в 1979 году Ким часто писал каллиграфические надписи о свободе и демократии, которые были найдены в его доме после ареста.
Одним из аргументов против теории о том, что Ким действовал из любви к демократии, является тот факт, что главной функцией Корейского Центрального разведывательного управления было поддержание диктатуры Пака путем подавления оппозиционных партий, демократических активистов, студентов-либералов и интеллектуалов. В своем качестве директора КЦРУ Ким использовал все инструменты репрессий КЦРУ, включая пытки, незаконное лишение свободы и убийства. В свете его действий на посту директора КЦРУ трудно поверить, что Ким был тайным сторонником демократии, хотя возможно, что он пытался оказать смягчающее влияние на Пака и КЦРУ.

### Возможное участие США
Существует теория, что Центральное разведывательное управление США (ЦРУ) стояло за убийством Пак Чон Хи. Согласно этой теории, ЦРУ стремилось предотвратить разработку ядерного оружия Южной Кореей, которой занимался Пак. Впоследствии США признали легитимность Чон Ду Хвана при условии отказа от программы ядерного оружия.
Ким также утверждал, что США стояли за ним. Однако посол США в своём дипломатическом донесении в Госдепартамент отрицал какое-либо американское участие. Дипломатические документы показывают, что посол Уильям Х. Глистин был обеспокоен возможностью того, что Ким будет утверждать, будто он и его предшественник подстрекали его к убийству Пака. В любом случае, возможно, Ким верил, что его переворот получит поддержку США в случае успеха. В 1999 году Глистин заявил, что США невольно оказались вовлечены в убийство Пака, не вдаваясь в подробности.
Ким часто встречался с Робертом Г. Брюстером, главой ЦРУ в Сеуле, и другими американскими дипломатами. Он встретился с послом Глистином за пять часов до убийства.
Ким называл ухудшение американо-южнокорейских дипломатических отношений одной из причин убийства Пака.
Другая теория заключается в том, что Ким был защищён ЦРУ и даже был замечен живым после своей «предполагаемой» казни. Однако это утверждение не пользуется широкой поддержкой.

### Другие возможные мотивы
- Ким намеренно убил Пака в попытке захватить власть для себя. Таково было официальное заключение расследования Чон Ду Хвана.
- Ким страдал временным помешательством из-за печеночной энцефалопатии, связанной с его заболеванием печени. Однако его лечащий врач Ким Чжон Рён заявил, что заболевание печени Кима хорошо контролировалось и было недостаточно серьезным, чтобы повлиять на повседневную деятельность.
- К убийству привело сочетание нескольких факторов: Ким планировал убить Пака, но само убийство было импульсивным поступком, спровоцированным поведением Чха.

## Судьба заговорщиков КЦРУ

Подозреваемые в инциденте 10.26 находятся в суде, и несколько из них являются соучастниками преступления.

Связанный Ким Джэ Гю

Пак Хён Чжу, секретарь и бывший адъютант Ким Джэ Гю, был расстрелян 6 марта 1980 года. Он был казнён первым, так как на момент убийства находился на действительной военной службе.
24 мая 1980 года были повешены пять человек:
- Ким Дж Гю, глава КЦРУ и убийца президента Пак Чон Хи.
- Пак Сон Хо, старший агент КЦРУ и ученик Ким Джэ Гю в период, когда последний работал учителем в средней школе.
- Ю Сон Ок, водитель конспирологической квартиры КЦРУ.
- Ли Ки Джу, начальник службы безопасности конспирологической квартиры.
- Ким Тхэ Вон, агент службы безопасности конспирологической квартиры; хотя он не убивал никого лично, он был активно вовлечён в планирование, а после убийства (по приказу Пак Сон-хо) открыл огонь из автоматического оружия в безопасном доме, пытаясь замаскировать убийство под нападение северокорейских коммандос.

Ким Ге Вон был приговорён к смертной казни, но через несколько дней приговор был заменён на пожизненное заключение, и он был освобождён в 1982 году. Со Ён Джун, агент службы безопасности конспирологической квартиры, был освобождён после отбытия 17 лет из пожизненного заключения.
За исключением Пак Хён Джу и Пак Сон Хо, соучастники следовали приказам Ким Джэ Гю, не зная, в кого и почему они стреляют.
26 мая 2020 года семья Ким Джэ Гю подала запрос на повторное судебное разбирательство в Высокий суд Сеула, требуя пересмотра дела Ким на основании незаконности первоначального расследования и суда, а также утверждая, что Ким подвергался пыткам. 19 февраля 2025 года суд одобрил повторное судебное разбирательство после рассмотрения запроса.

## Свидетели
- Ким Ге Вон, главный секретарь Голубого дома.
- Сим Су Бон[англ.], известная певица.
- Шин Джэ Сун, студентка Ханьянского университета и модель.

## В культуре

### Кинематограф
- Тоже (фильм, 2000)[англ.][64]
  - Тоже (фильм, 2022)[англ.]
- Парикмахер президента (кор. 효자동 이발사?, 孝子洞 理髮師?; 2004 год)
- Последний выстрел президента[англ.] (2005) — сатирически изображен в фильме о черной комедии[8].
- Тот, кто рядом (2020) — изображен в политическом драматическом фильме.
- Сеульская весна[англ.] (2023) — изображен государственный переворот, последовавший за расследованием покушения.
- Страна счастья[англ.] (2024) — вымышленное описание военного трибунала над преступниками, в центре внимания — Пак Хын Джу.

### Телевидение
- Шоу Чжу Бен Чжина (1993; кор. 주병진쇼)[65][25]
- Вопросы без ответов (кор. 그것이 알고싶다)[66]
  - Эпизод 74 (1993)
  - Эпизод 75 (1993)
- Теперь мы можем рассказать эту историю (кор. 이제는 말할 수 있다)
  - Эпизод 78 (2004)[48]
  - Эпизод 96 (2005)[67]
  - История того дня, когда ты прикусишь свой хвост (кор. 꼬리에 꼬리를 무는 그날 이야기)
    - Эпизод 99 (2023)[68]

#### Телесериалы
- Крупнейшие убийства в мире 1979 года (кит. 1979世界大血案; 1990)[69][70]
- Нация и судьбы[англ.] (кор. 민족과 운명?, 民族과 運命?; 1992)[71][72][73]
- Четвёртая республика (кор. 제4공화국?, 第4共和國?;1995–1996) — Сим Су Бон[англ.] выступила консултантом сериала[74][75] и он стали горячей темой для обсуждения среди народа.
- Пятая республика[англ.] (2005)[76][77]
- Кореягейт (кор. 코리아게이트; 1995)[78][79]

### Манга
- Kibun hamō sensō (яп. 気分はもう戦争) (1982)